# René-Louis Baire
René-Louis Baire, född 21 januari 1874 i Paris, Frankrike, död 5 juli 1932 i Chambéry, Frankrike, var en fransk matematiker.
Baire studerade vid École normale supérieure och var därefter lärare vid franska lycéeskolor i Troyes, Bar-le-Duc och Nancy. Han promoverades 1899. Baire led av ohälsa och genom livet växlade han mellan att undervisa på låg nivå och på universitetsnivå. Han kunde därför bara bidra till matematiken sporadiskt. Han blev dock professor i Montpellier 1901 och 1907 i Dijon.
Baires forskningsintressen låg framförallt inom kontinuitet och irrationella tal, och flera matematiska satser och begrepp har uppkallats efter honom, däribland Baires kategorisats, Bairefunktion, Bairemått och Bairemängd.